# Chamaesaura anguina
Chamaesaura anguina är en ödleart som beskrevs av Carl von Linné 1758. Chamaesaura anguina ingår i släktet Chamaesaura och familjen gördelsvansar.

## Underarter
Arten delas in i följande underarter:
- C. a. anguina
- C. a. oligopholis
- C. a. tenuior